# Viceregatul Ekaterinoslav
Viceregatul Ekaterinoslav (în rusă Екатеринославское наместничество) a fost o unitate teritorial-administrativă în cadrul Imperiului Rus, creată la 26 martie 1783, din teritorii ale Guberniei Novorossia și Gubernia Azov. Pe 31 decembrie 1796 entitatea a încetat să mai existe, fiind încorporată în Gubernia Novorossia. Inițial centrul administrativ al regiunii a fost orașul Kremenciuk între 1783–1789, iar apoi, din 1783 până în 1789 a fost orașul Ekaterinoslav (actualul Dnipropetrovsk).

Harta Guberniei